# خوان سيجارا
خوان سيجارا (بالإسبانية: Joan Segarra) لاعب كرة قدم دولي إسباني ولد في مدينة برشلونة  عام 1927 لعب مع نادي برشلونة في مركز الدفاع بين عامي 1949 و 1964 ويعتبر واحد من أكثر اللاعبين الذين لعبوا للنادي الكاتلوني إذ لعب 402 مباراة للنادي الكاتلوني، بعد اعتزالة اللعب تحول للتدريب ودرب عدة فرق من بينها فريق برشلونة للشباب.

## روابط خارجية
- خوان سيجارا على موقع الاتحاد الدولي (مؤرشف)  (الإنجليزية)
- خوان سيجارا على موقع ناشيونال فوتبول تيمز (الإنجليزية)
- خوان سيجارا على موقع عالم كرة القدم.نت (الإنجليزية)